# William Ged
William Ged, född 1699 i Edinburgh och död 19 oktober 1749 var en skotsk guldsmed.
William Ged är främst känd som stereotypins uppfinnare. Ged gjorde omkring 1730 de första försöken att genom att ta en gipsform av en stilsats och gjuta metall i formen enhålla en ny tryckplåt. 
Det anses dock idag att metoden utvecklats på flera håll i Europa, och att det är svårt att se någon enskild uppfinnare av metoden.